# Platespotting

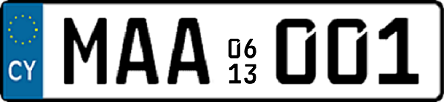
En registreringsskylt från Cypern som innehåller "001".

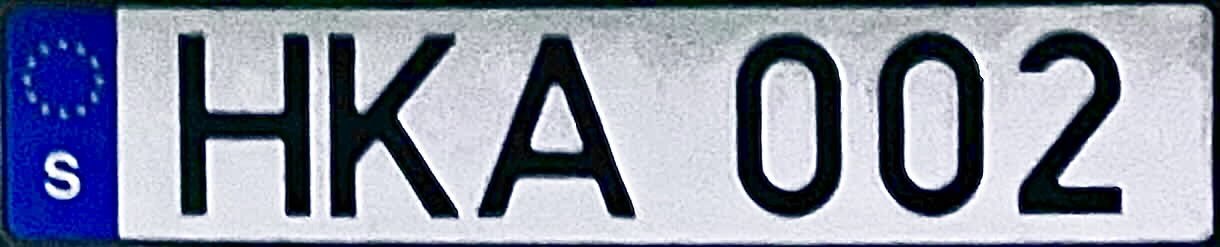
En registreringsskylt från Sverige som innehåller "002".

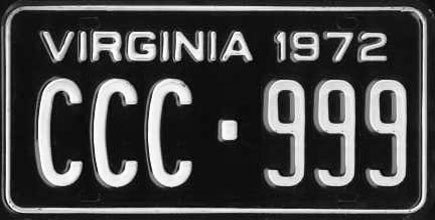
En registreringsskylt från Virginia i USA 1972 som innehåller "999".

Platespotting är en lek, förekommer även som billek, där man letar efter registreringsskyltar med särskilda sifferkombinationer.
Man börjar letar efter en bil vars registreringsnummer slutar med siffrorna 001 (i de fall registreringsnumret innehåller en sifferkombination bestående av tre siffror, som till exempel i Sverige, Estland, Finland, Litauen och delar av USA). När man har sett denna får man sedan vidare och letar efter en bil med en registreringsskylt som slutar på 002. Leken fortsätter till man når 999. Det är en lek som kan ta flera år att slutföra.
I Sverige fick leken sitt nuvarande namn av upphovsmännen till webbplatsen platespotting.com, men leken har funnits tidigare än så. När leken uppmärksammades i Sveriges Radio 2004 nådde företeelsen en allt större spridning i Sverige. Leken finns även i Storbritannien och USA och benämns då oftast license plate-spotting eller consecutive number plate-spotting.
Folklivsforskaren Jonas Engman har jämfört platespotting med geocaching. Båda är från 1900-talet, kräver rörlighet och handlar om en form av samlande.